# فرودگاه دریاچه آرخنتینو
فرودگاه دریاچه آرخنتینو (به انگلیسی: Lago Argentino Airport) یک فرودگاه غیرنظامی با کد یاتا ING است . این فرودگاه در شهر دریاچه آرخنتینو کشور آرژانتین قرار دارد و در ارتفاع ۲۲۳ متری از سطح دریا واقع شده است.